# Kinoïte
La kinoïte (ou kinoite) est une espèce minérale du groupe des silicates et du sous-groupe des sorosilicates de formule Ca2Cu2Si3O10,2H2O, pouvant présenter des traces de magnésium.

## Inventeur et étymologie
La kinoïte a été décrite en 1970 par J. W. Anthony et R. B. Laughon, et nommée ainsi en l'honneur d'Eusebio Francisco Kino (1645-1711), pionnier jésuite qui fut envoyé en mission dans le sud-ouest des États-Unis, notamment au niveau de la frontière entre les états de Sonora au Mexique, et de l'Arizona et de la Californie aux États-Unis.

## Topotype
- Santa Rita Mts, Comté de Pima, Arizona, États-Unis[2]
- Les échantillons de référence sont déposés à l'Université Harvard de Cambridge, dans le Massachusetts, ainsi qu'au National Museum of Natural History de Washington DC aux États-Unis.

## Cristallographie
- Paramètres de la maille conventionnelle : a = 6,99 Å, b = 12,88 Å, c = 5,65 Å, β = 96,18 °, Z = 2, V = 505,72 Å3.
- Densité calculée = 3,20

## Gîtologie
- La kinoïte se trouve dans des cavités et veines de skarns (Santa Rita Mountains, Arizona, USA);
- Elle se trouve également dans une coulée de lave basaltique (Calumet, Michigan, USA).

### Minéraux associés
- apophyllite, cuivre (Santa Rita Mountains, Arizona, USA);
- quartz, calcite, cuivre, argent, épidote, pumpellyite, chlorite (Calumet, Michigan, USA).

## Habitus
La kinite se trouve sous la forme de cristaux bien formés, tabulaires selon [100], légèrement allongés selon [001] et pouvant atteindre 2 millimètres. On la trouve aussi en veinules et en masses compactes.

## Gisements remarquables
- États-Unis

Arizona
Comté de Gila, District de Banner, Christmas area, Christmas, Christmas Mine
Comté de Pima, Santa Rita Mts, Comté de Pima, Arizona
Michigan
Comté de Houghton
Mine Laurium,
Mine La Salle
Minnesota
Utah
- Japon

Fuka mine, Bitchu-cho (Bicchu-cho), Takahashi, Préfecture d'Okayama, Région de Chūgoku, Honshū

## Galerie

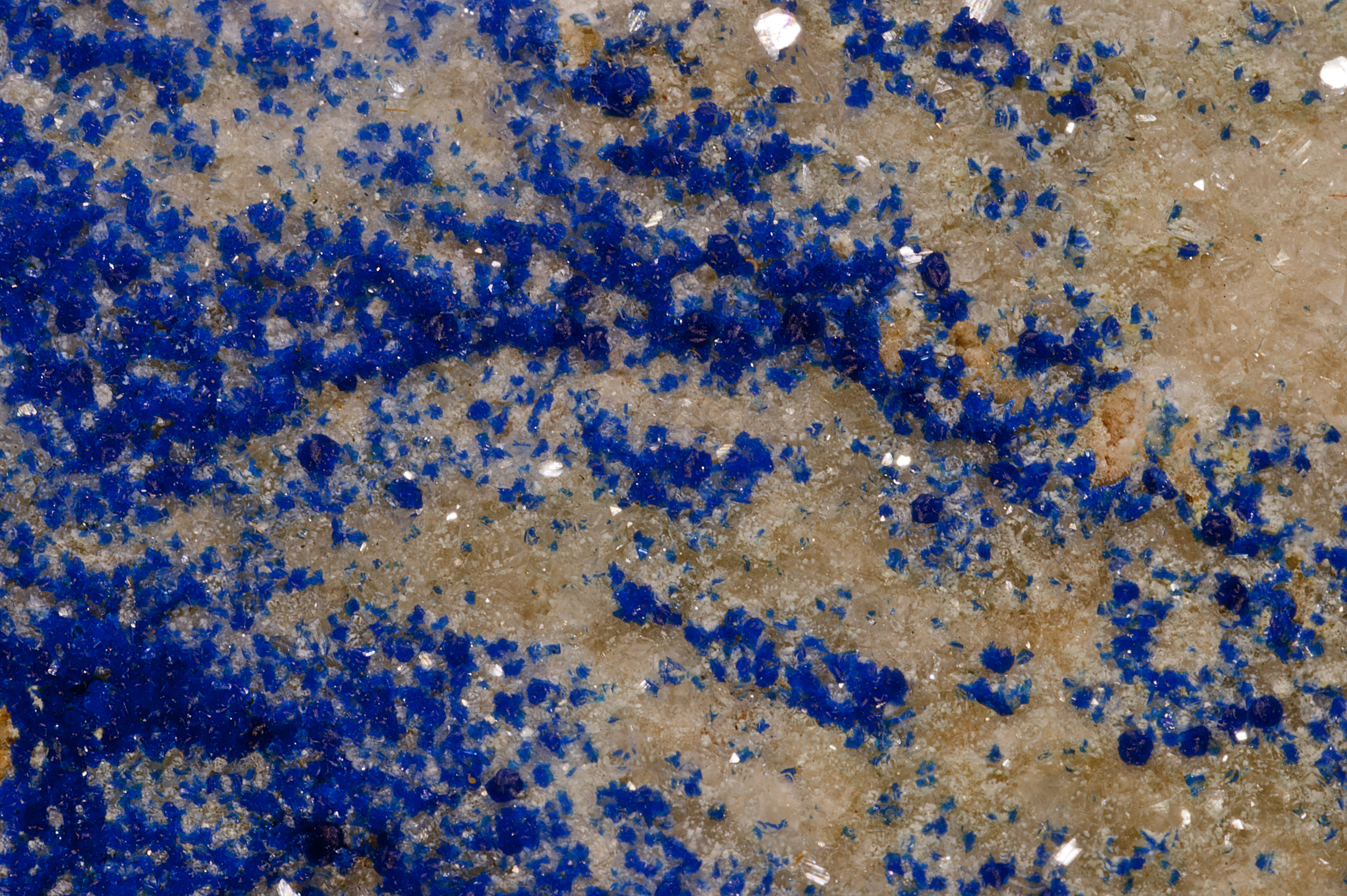
Christmas Mine, Arizona, USA
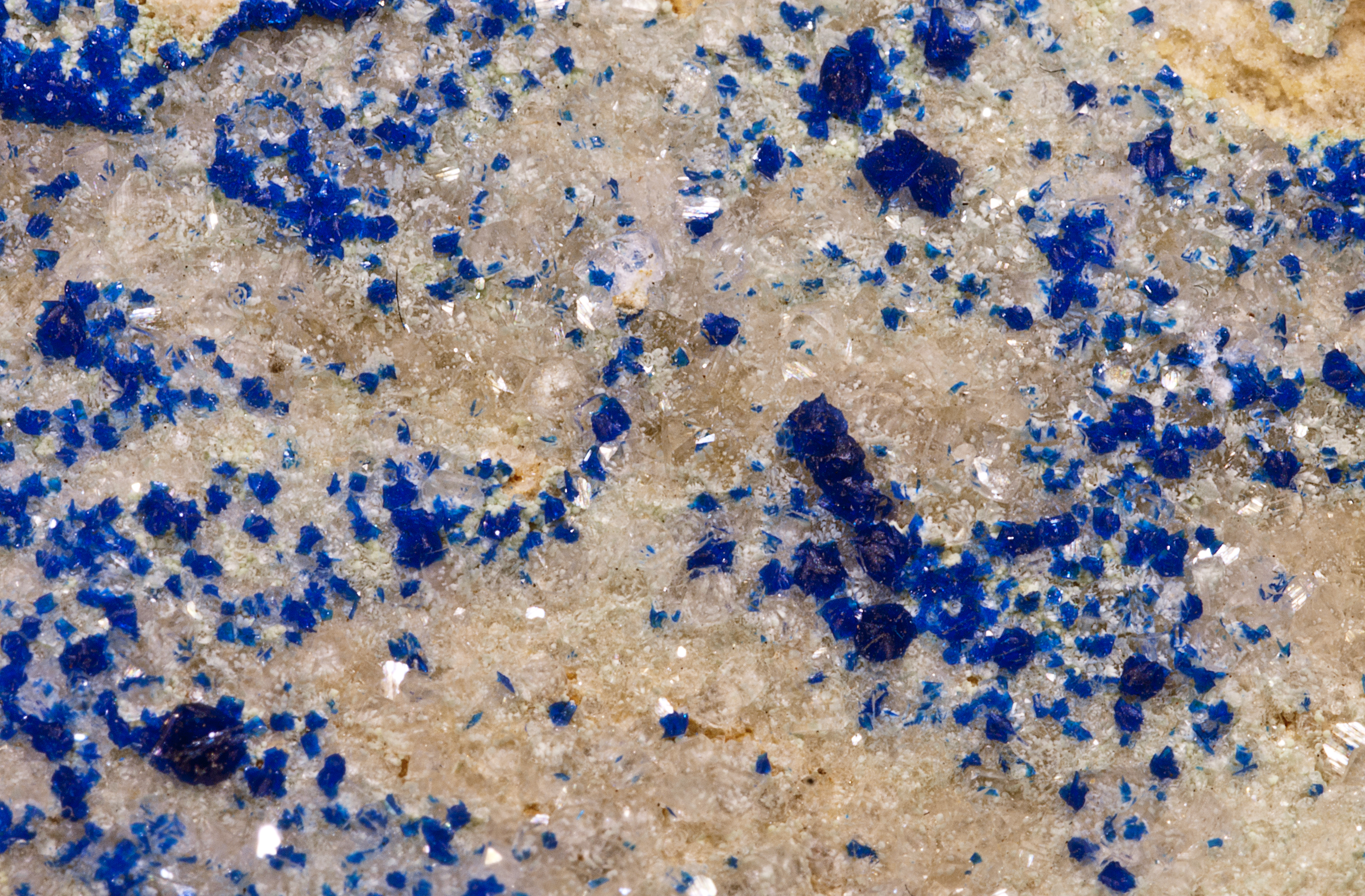
Kinoite sur Apophyllite, cristaux jusqu'à 2 mm